# Schienenverkehr in Benin

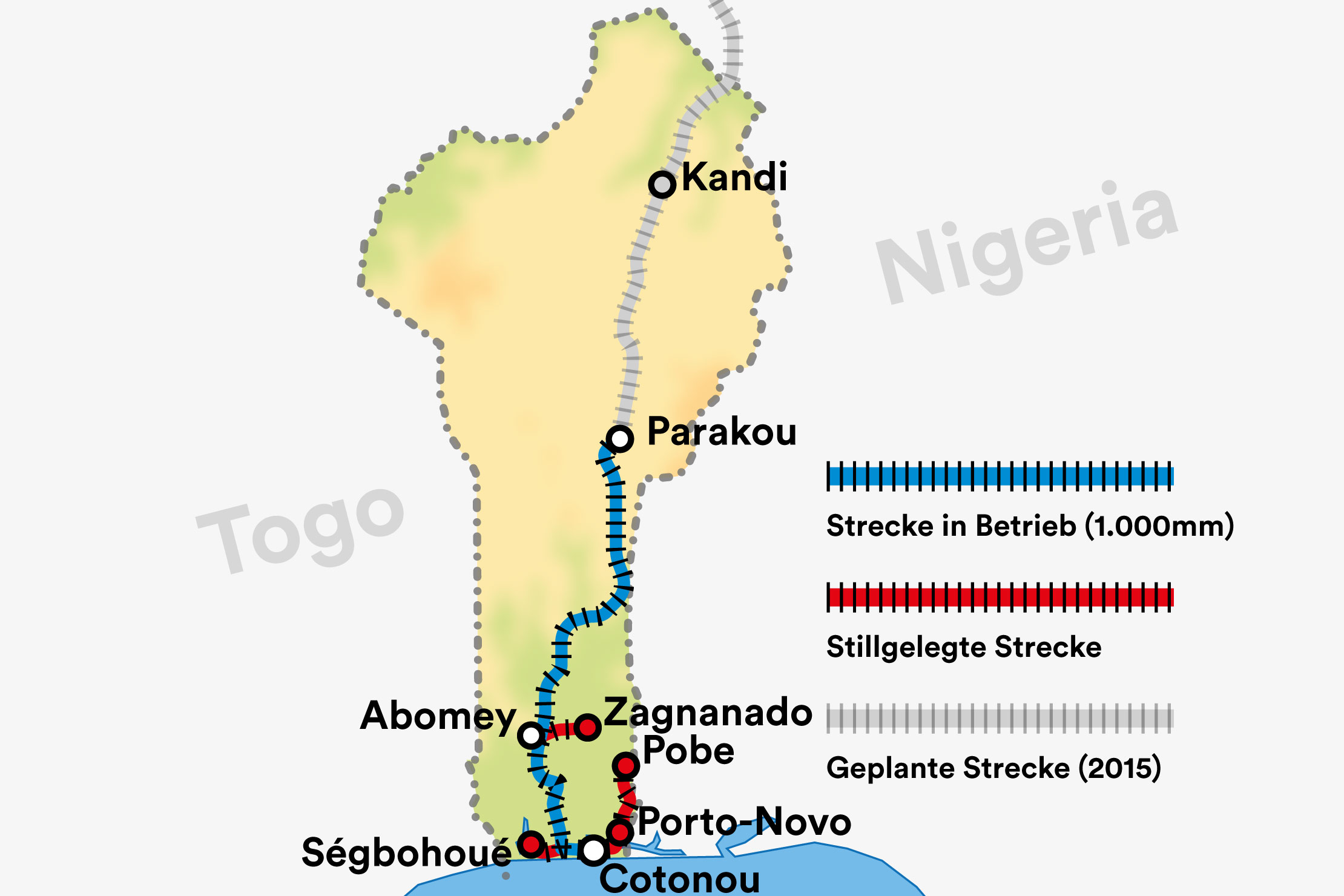
Schienenstrecken in Benin (in Betrieb/stillgelegt/geplant)

Der Schienenverkehr in Benin wird auf einem 438 km langen eingleisigen Netzwerk mit einer Spurweite von 1000 mm durchgeführt.

## Geschichte

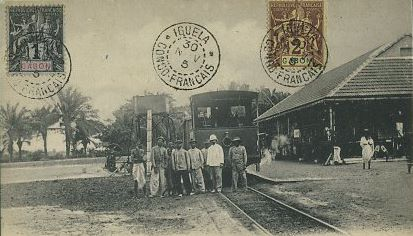
Dampflok im Bahnhof von Ouidah mit Poststempel vom 30. November 1905, d. h. vor der offiziellen Inbetriebnahme

Die erste Bahnstrecke in Benin wurde 1906 während der französischen Kolonialzeit zwischen dem Hafen von Cotonou und Ouidah in Betrieb genommen. Sie war 47 km lang und als Meterspur ausgeführt. Sie wurde 1936 mit einer Gesamtlänge von 438 km bis Parakou verlängert und wurde als Zentralstrecke (franz. Central Dahoméen oder engl. Northern Line) bekannt. 
Östlich von Cotonou wurde eine 197 km lange Strecke nach Pobè hinzugefügt sowie westlich von Pahou eine 33 km lange Strecke nach Segboroué.
Außerdem gab es einen 1908 eröffneten 9 km langen Zweig von Lagbé (km 64) nach Sakété. Dieser wurde 1990 stillgelegt, mit Ausnahme des 2 km langen Streckenabschnitts von Cotonou nach Akakpa, wo es einige Industrieanschlussgleise gibt. Die Strecke verlief ab Cotonou wie eine Straßenbahn auf der Straße und überquerte dann die Lagune auf einer gemeinsamen Bahn- und Straßenbrücke. Die Strecke zwischen der Hafenstadt Cotonou und der Hauptstadt Porto-Novo wurde nach Instandsetzungsarbeiten von Januar bis Juli 1999 wieder in Betrieb genommen, als Bauarbeiten an der Hauptstraße entlang der Küste und Grenze den Straßenverkehr stark behinderten. Danach wurde der Betrieb wieder eingestellt.
Ein erstes Touristenbahnprojekt wurde 1997 mit zwei indischen YP-Lokomotiven initiiert. Insbesondere wegen des Mangels an Lokomotiven wurde 2005 der Personenverkehr eingestellt.

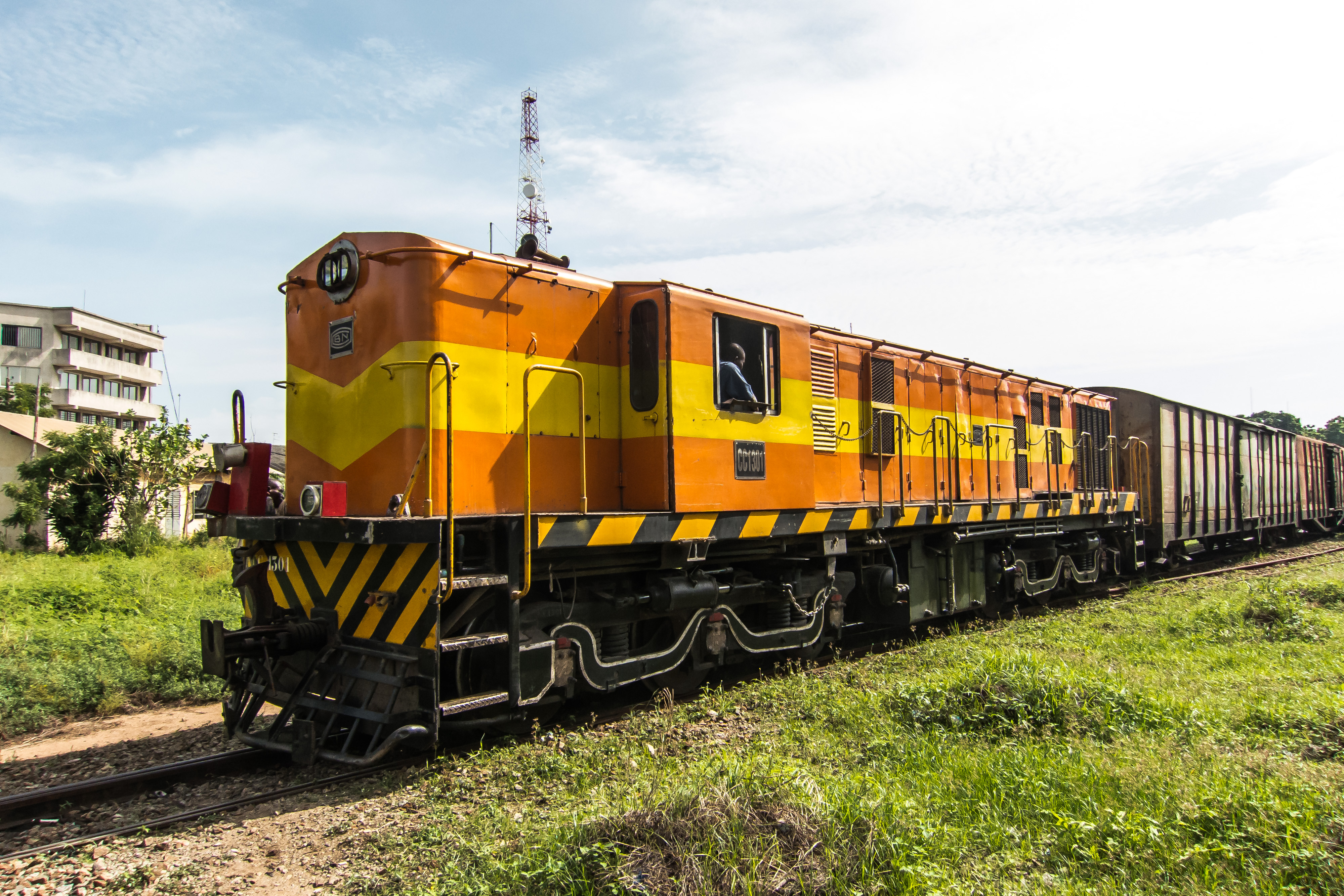
OCBN Diesellok CC1301 in Cotonou: Eine der 3 sechsachsigen Loks (CC1301, CC1302 und CC1303), die 2008 von der indischen Firma RITES Ltd beschafft wurden

Im Jahr 2008 lieferte die staatliche indische Firma RITES Ltd drei im Golden Rock Railway Workshop generalüberholte indische Dieselloks. Sie führte 2008 und 2010 auch zwei entsprechende Instandhaltungstrainingskurse durch.
Im Januar 2015 wurde der generalüberholte Zentralbahnhof von Cotonou eröffnet. Im selben Jahr begann die Generalüberholung und Erweiterung der Ost-West-Strecke sowie der Nord-Süd-Strecke nach Niger. Im Jahr 2022 ist jedoch auf Satellitenbildern im Internet zu erkennen, dass es eine Ost-West-Strecke nicht mehr gibt. Stand 2023 gibt es im Benin keinen Zugverkehr.

## Betreibergesellschaften
Bis 1930 betrieb die Compagnie Française des C.F. du Dahomey sowohl die Zentralstrecke (Central Dahoméen) als auch den Zweig nach Ségboroué.
Gleichzeitig betrieb die Compagnie Française de Porto Novo à Pobé die 107 km lange Oststrecke (Est Dahoméen) von Cotonou erst entlang der Küste über die Porto Novo (km 35) und dann entlang der Nigerianischen Grenze in Richtung Norden nach Pobè. Diese Strecke wurde 1907 bis Kouti (km 54) und 1912 bis Pobé in Betrieb genommen.
Ab 1959 übernahm die bi-nationale Organisation Commune Bénin-Niger des Chemins de fer et des Transports (OCBN) im Auftrag der Regierung der Republik Dahomey (ab 1975 Benin) sowie der Regierung von Niger auf dem 438 km langen Eisenbahnnetz, das ausschließlich in Benin verläuft.
Am 14. Oktober 2015 wurde das ehemals staatliche Unternehmen privatisiert, indem Bénirail den Eisenbahnbetrieb von OCBN übernahm. Im Rahmen einer Public-Private Partnership besitzt die französische Bolloré-Gruppe 40 % der Anteile von Bénirail, während die Regierungen von Benin und Niger jeweils 10 % gehalten werden und die restlichen 40 % im Besitz von Privatinvestoren aus Benin und Niger sind. Zuvor bezahlte Bénirail die ausstehenden 19 Monatsgehälter in Höhe von insgesamt 200 Mio. CFA-Franc (etwa 300.000 €) an 629 OCBN-Mitarbeiter und hunderte von Pensionären.

## Geplante Netzwerkerweiterungen

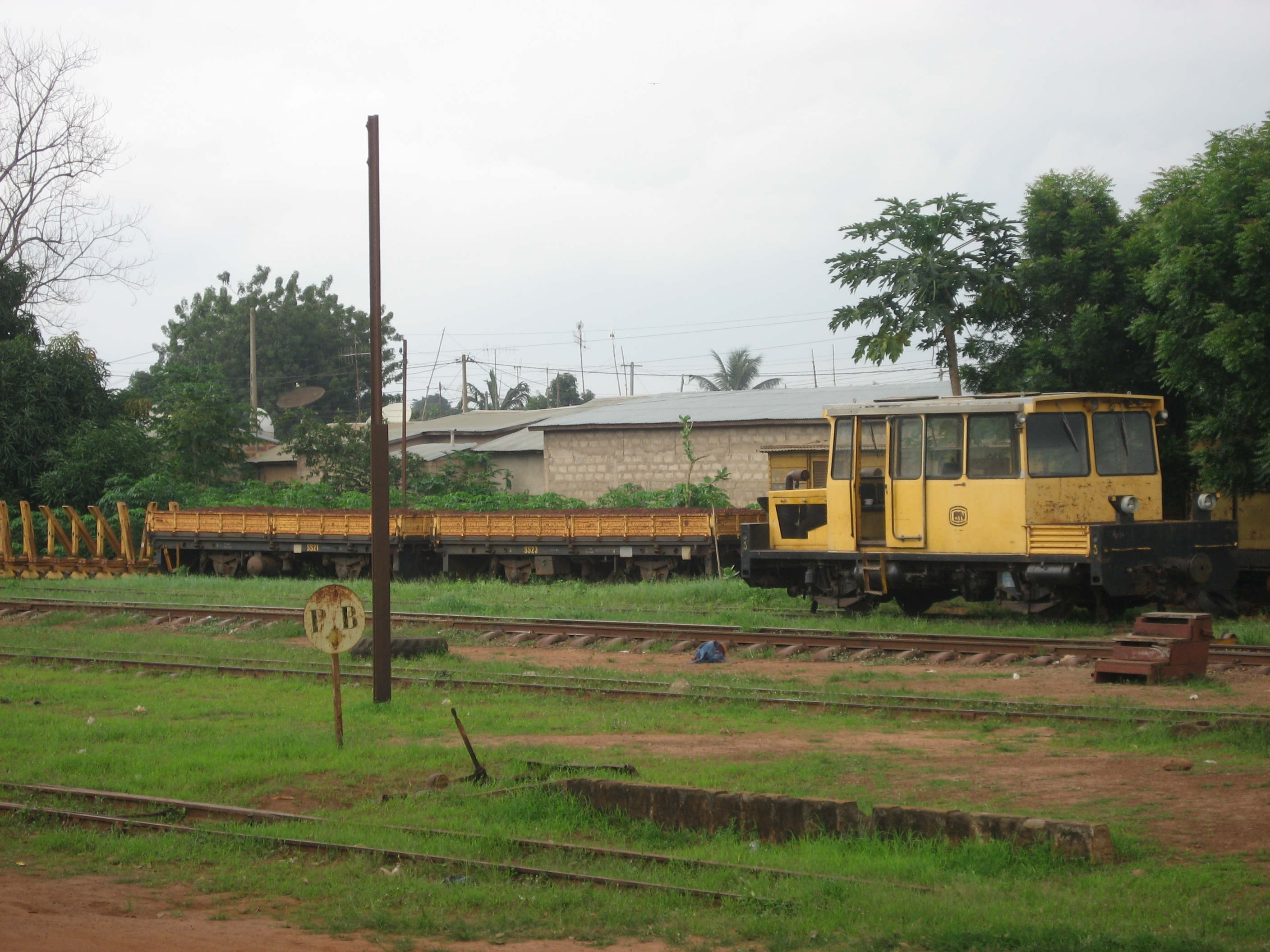
Bauzug im Bahnhof von Bohicon

Es gibt bisher keinen grenzüberschreitenden Eisenbahnverkehr zu benachbarten Staaten. In die Nachbarländer Nigeria, Togo und Burkina Faso gibt es noch keine Schienenverbindungen und in Niger gab es bis 2009 gar keine Eisenbahn und inzwischen eine Neubaustrecke mit 140 km Länge, die darauf wartet, in Betrieb genommen zu werden.
Benin beteiligte sich 2014 am AfricaRail-Projekt, in dem Benin mit Burkina Faso, der Elfenbeinküste, Ghana, Niger, Nigeria und Togo vernetzt werden sollte. Bis 2022 gibt es keine vorzeigbaren Ergebnisse dieses Projekts.
Die nördliche Netzwerkweiterung nach Gaya in Niger sollte 2018 in Betrieb genommen werden. Weitere Verbindungen nach Nigeria, Burkina Faso und Togo sind geplant. 2015 unterzeichneten Benin und Niger eine Übereinkunft, am Abschnitt von Benin bis nach Niamey zu arbeiten. Der Neubau und die Wiederherstellung der Anschlussstrecken in Benin kam jedoch bald ins Stocken, da es Auseinandersetzungen über den Hauptauftragsnehmer gibt. Niger steht fest hinter dem französischen Partner Bolloré, während in Benin die Firma Petrolin reklamiert, der einzige Bieter gewesen zu sein und vor Gericht gegangen ist. Nach einer Gerichtsentscheidung vom 19. November 2015 musste Bolloré alle Arbeiten in Benin einstellen. Es wird jedoch bezweifelt, ob Petrolin überhaupt Know-how und Rücklagen hat, ein solches Projekt zu verwirklichen. Als Kompromiss hat Benin eine Arge beider Firmen oder die China Railway Construction Corporation (CRCC) als Alternative vorgeschlagen. Der Oberste Gerichtshof von Benin hat am 29. September 2017 ein Berufungsverfahren von Bolloré abgelehnt. Während Benin wiederum die CRCC vorschlug, beharrt Niger auf Bolloré. Das Problem könnte sich dadurch erledigen, dass 2022 Bolloré Africa Logistics einschließlich der westafrikanischen Eisenbahnbetreibergesellschaften Camrail, Sitarail und Benirail wohl von der Genfer Reederei Mediterranean Shipping Company übernommen wird.

## Stillgelegte Schmalspurbahnen

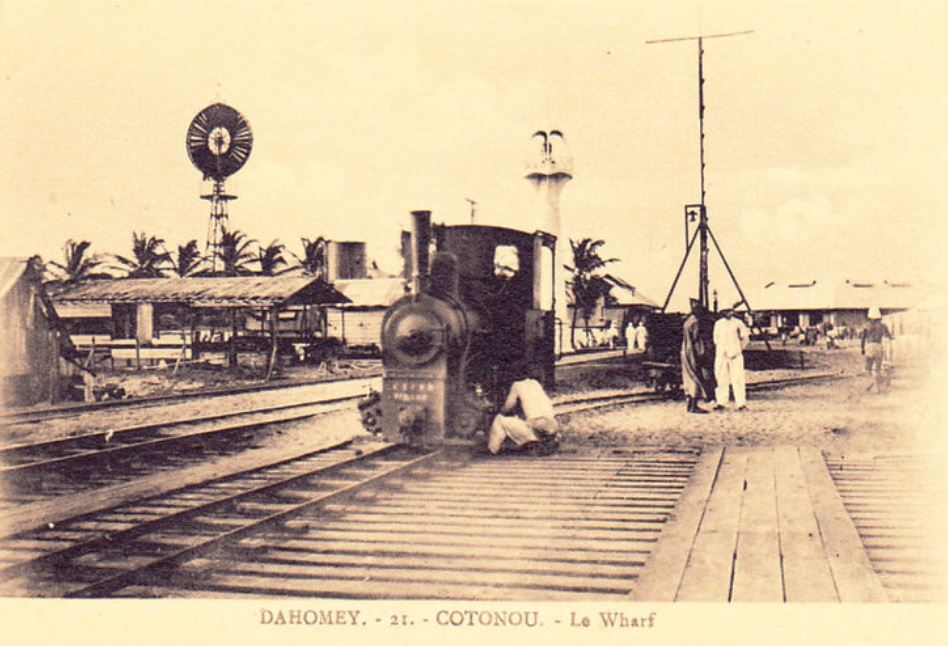
Schmalspurlok am Hafen von Cotonou

Außerdem gab es früher zwei Schmalspurbahnen mit einer Spurweite von 600 mm mit insgesamt elf Dampflokomotiven. Die gebrauchten Decauville 0-6-0+0-6-0 Mallet-Lokomotiven stammten aus Marokko, das von 1912 bis 1927 von Decauville 37 Lokomotiven geliefert bekommen hatte. 1933 wurden von der marokkanischen Militäreisenbahn drei Decauville Loks nach Benin geliefert (Nr. 16.1 bis 16.3), 1939 wurden weitere fünf Loks geliefert (Nr. 16.4 bis 16.8). Diese wurden später umnummeriert (18.501 bis 18.508) und waren alle noch bis zur Stilllegung der Schmalspurbahnen im Jahr 1948 in Betrieb.

### C.F. d’Abomey-Bohicon-Zagnanado (ABC)
Die erste Schmalspurbahn in Benin war die Compagnie Française d’Abomey-Bohicon-Zagnanado (ABC). Diese hatte an der Zentrallinie (Central Dahoméen) bei Bohicon ein eigenes Bahnhofsgebäude. Ein Zweig davon führte von Bohicon 9 km nach Westen nach Abomey, der früheren Hauptstadt des Königreichs Dahomey. Der andere Zweig führte von Bohicon 40 km nach Osten über Cové nach Zangnanad. Beide Zweigstrecken wurden 1927 eröffnet und um 1947 stillgelegt.

### C.F. du Mono
Die zweite Schmalspurbahn war die Compagnie Française du Mono mit einer 27 km langen Strecke von Ségboroué über Comé und Adjaha nach Hévé, einem Dorf das über eine Fähre mit Grand Popo, der ersten Kolonialhauptstadt von Dahomey verbunden war, ganz in der Nähe der Grenze nach Togo. Ein 46 km langer Zweig führte entlang der Grenze von Adjaha nach Sazué und Athiémé. Diese Bahn wurde 1931/33 eröffnet und am 19. September 1947 stillgelegt, mit Ausnahme eines 10 km langen Streckenabschnitts von Ségboroué zu einem Steinbruch bei Comé, der erst später stillgelegt wurde. Bis vor ein paar Jahren waren die Gleise noch auf zwei kombinierten Straßen- und Bahnbrücken westlich von Ségboroué sichtbar. In Hévé gibt es am Strand des Mono River noch das ehemalige Bahnhofsgebäude mit seinem Fahrkartenschalter, das zwischenzeitlich als Schule genutzt wurde.

## Touristenzug “Train d’Ebène”
Der Ebenholz-Touristenzug “Train d’Ebène” wurde 2005 mit zwei restaurierten hölzernen Eisenbahnwagen aus den 1920er Jahren in Betrieb genommen. Einer war der Wagen des früheren General Managers und der andere ein in eine Bar umgebauter gedeckter Güterwagen. Diese Wagen wurden von einer Draisine der Organisation Commune Bénin-Niger des Chemins de fer et des Transports (OCBN) gezogen. Das Unternehmen besitzt auch den Salonwagen des Präsidenten Nr. SS5, der noch in sehr schlechtem Zustand auf seine Generalüberholung wartet.
Die beiden Wagen gehören Guy Catherine, dem französischen Besitzer einer kleinen Hotelkette, der sie renoviert hat. Sie waren 2007 zweimal pro Monat von Pahou in 122 km entfernte Bohicon unterwegs, von wo ein Ausflug nach Abomey unternommen wurde. Nachmittags setzte der Zug seine Fahrt ins 87 km entfernte Dassa-Zoumé fort, wo die Touristen übernachten konnten. Am folgenden Tag fuhr der Zug bis Parakou, von wo die Touristen auf der Straße zurückfuhren.

## Bahnhöfe

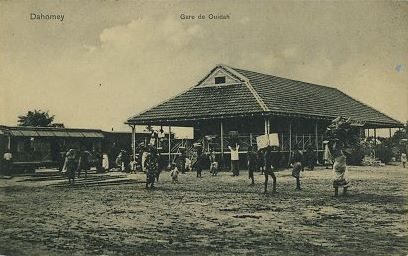
Bahnhof von Ouidah

Folgende Städte sind noch mit der Eisenbahn zu erreichen:
- Cotonou, Hafenstadt
- Parakou, Endbahnhof
- Bohicon
- Ouidah
- Dassa

Stillgelegte Bahnhöfe sind:
- Porto-Novo (Hauptstadt),
- Pobè, Endbahnhof der östlichen Zweigstrecke
- Segboroué, Endbahnhof der westlichen Zweigstrecke

## Kupplungen und Bremsen
- Kupplungen: Mittelpuffer mit Doppelkette
- Bremsen: Luftdruckbremsen